# Допоміжні речовини
Допоміжні речовини (ексципієнт, англ. excipient) — це умовна група складових компонентів, що входить до фармацевтичної системи медичного препарату (за винятком діючих речовин). Тобто допоміжні речовини — це усі додаткові речовини, необхідні для приготування лікарського препарату окрім активної речовини(АФІ) та пакування.
Допоміжні речовини, як і основні речовини підлягають реєстрації та допуску (дозвіл на застосування). Наприклад, станом на 2003 рік в Україні таких речовин було ~ 600.

## Класифікація

### За метою використання
Дана класифікація, як і поняття «допоміжні речовини», певним чином умовна. Багато сполук може виконувати 2 чи більше функцій, а також серйозно змінювати властивості та особливості дії препарату.

#### Носії
Носії діючих речових, тобто формотворні допоміжні речовини.
- Наповнювачі
- Основи
- Розчинники (спирт етиловий, гліцерин, комбіновані розчинники, тощо)
- Піноутворювачі
- Плівкотворні
- Гелеутворювачі

#### Стабілізатори
- Емульгатори
- Загущувачі
- Консерванти

### За походженням

#### Неорганічні
- Аеросил та його модифікації
- Силікагель
- Тальк
- Цеоліти

#### Органічні
Природні
Білки:
- Желатин
- Желатиноза
- Колаген тощо.

Полісахариди
- Агар
- Агароза
- Альгінати
- Пектин
- Камеді
- Крохмаль
- Мікробні полісахариди тощо.

Ліпіди синтетичні та напівсинтетичні
- Карбопол та його модифікації
- Ланолін та похідні
- Похідні акрилової кислоти тощо.

### За хімічною структурою

#### Поверхневоактині речовини
- Катіонні
- Аніонні
- Неіоногенні

Використовуються як стабілізатори, гідрофілізатори, солюбілізатори.

## Відносна інертність проти абсолютної
Хоч допоміжні речовини свого часу вважалися «неактивними» інгредієнтами, тепер зрозуміло, що іноді вони можуть бути «ключовим визначальним фактором ефективності лікарської форми»; іншими словами, їхній вплив на фармакодинаміку та фармакокінетику, хоча зазвичай незначний, не можна вважати незначними без емпіричного підтвердження, а іноді вони важливі. З цієї причини в базових дослідженнях і клінічних випробуваннях їх іноді включають до контрольованих речовин, щоб мінімізувати плутанину, відображаючи, що в іншому випадку відсутність активного інгредієнта не буде єдиною змінною, оскільки відсутність допоміжної речовини не завжди можна вважати змінною. Такі дослідження називають, контроль допоміжних речовин або контроль носіїв.